# Adeonella elegans
Adeonella elegans är en mossdjursart som beskrevs av Lu, Nie och Zhong in Lu 1991. Adeonella elegans ingår i släktet Adeonella och familjen Adeonellidae. Inga underarter finns listade i Catalogue of Life.